# 英國版X音素
《X音素》（The X Factor）是一檔旨在英國尋找歌唱人才的音樂選秀節目，是《X音素》全球系列的一部份。节目在每年8月至12月的每个周末在ITV电视台播放。
节目起初只有西蒙·高維爾、路易·華許和Sharon Osbourne三个评委。之後於第四屆增加丹妮·米洛擔任評委，2008年，Sharon被雪莉·柯爾替代。2011年，西蒙為赴美擔任《X音素》評審而使評審陣容大刷新，由蓋瑞·巴洛、凱莉·羅蘭、Tulisa擔任評審，唯路易·華許依然保留，後凱莉於2012年被妮可·辛格取代。2013年，Sharon再度回歸並取代Tulisa評審席。2014年，西蒙回歸英國版，與雪莉、路易·華許、梅爾碧擔任評審。2015年路易·華許和梅爾碧被尼克·格里姆肖與瑞塔·奧拉取代。2016年，再度回歸原始的西蒙、路易、Sharon陣容，與妮可擔任評審。2018年的評審陣容為西蒙與Ayda Field、羅比·威廉斯和路易·湯姆林森。
隨著在2019年推出迷你系列後，ITV在2021年宣布停製英國版《X元素》。

## 获胜者
| 时间               | 冠军             | 亚军              |
| ------------------ | ---------------- | ----------------- |
| 2004年（第一季）   | Steve Brookstein | G4                |
| 2005年（第二季）   | 夏恩·華德        | Andy Abraham      |
| 2006年（第三季）   | 里歐娜·路易斯    | Ray Quinn         |
| 2007年（第四季）   | 萊昂·傑克遜      | Rhydian Roberts   |
| 2008年（第五季）   | Alexandra Burke  | JLS               |
| 2009年（第六季）   | Joe McElderry    | 奧利·莫爾斯       |
| 2010年（第七季）   | 麥特·卡爾德      | Rebecca Ferguson  |
| 2011年（第八季）   | 混合甜心         | Marcus Collins    |
| 2012年（第九季）   | 詹姆士·亞瑟      | Jahméne Douglas   |
| 2013年（第十季）   | 珊·貝莉          | Nicholas McDonald |
| 2014年（第十一季） | 本·翰勞          | Fleur East        |
| 2015年（第十二季） | Louisa Johnson   | Reggie'o'Bollie   |
| 2016年（第十三季） | Matt Terry       | 薩拉·阿爾托       |
| 2017年（第十四季） | Rak-Su           | Grace Davies      |
| 2018年（第十五季） | Dalton Harris    | Scarlett Lee      |